# وزارت کشاورزی و اصلاح زراعی (سوریه)
وزارت کشاورزی و اصلاح زراعی (به عربی: وزارة الزراعة والإصلاح الزراعي) دفتر وزارت دولتی در جمهوری عربیه سوریه می‌باشد که مسئول امور کشاورزی در سوریه است.

## وزرای کشاورزی
- شبلی العیسمی (۹ مارس ۱۹۶۳ – ۱۱ نوامبر ۱۹۶۳)
- عدیل ترابین (۱۲ نوامبر ۱۹۶۳ – ۲۱ دسامبر ۱۹۶۵)
- صلاح وظان (۱ ژانویه ۱۹۶۶ – ۲۲ فوریه ۱۹۶۶)
- عبدالکریم الجندی (۱ مارس ۱۹۶۶ – ۱۵ اکتبر ۱۹۶۶)
- جامد حداد (? – ?)
- محمد غباش (۱ نوامبر ۱۹۸۷-?)
- عادل سفر (۱۰ سپتامبر ۲۰۰۳ – ۱۴ آوریل ۲۰۱۱)
- ریاض فرید حجاب (۱۴ آوریل ۲۰۱۱ - تاکنون)